# Klub samoubijts, ili Prikljutjenija titulovannoj osoby
Klub samoubijts, ili Prikljutjenija titulovannoj osoby (russisk: Клуб самоубийц, или Приключения титулованной особы, da.: Selvmordsklub, eller Titelpersonens eventyr) er en sovjetisk spillefilm fra 1981 produceret af Lenfilm og instrueret af Jevgenij Tatarskij.
Filmen er en eventyrfilm i tre dele baseret på to romancykler af Robert L. Stevensons, The Suicide Club og The Rajah's Diamond. Filmens tre dele fik tv-premiere fra 12. til 14. januar 1981, (selvom filmen var fuldt afsluttet i 1979) under titlen Fyrst Florizels Eventyr. 

## Medvirkende
- Oleg Dahl som Florizel
- Donatas Banionis som Nick Nichols
- Igor Dmitriev som Geraldine
- Ljubov Polisjjuk som Jeannette
- Vitalij Ilin som Mark
- Vladimir Basov